# Абракадабра
A B R A C A D A B R A

A B R A C A D A B R

A B R A C A D A B

A B R A C A D A

A B R A C A D

A B R A C A

A B R A C

A B R A

A B R

A B

A

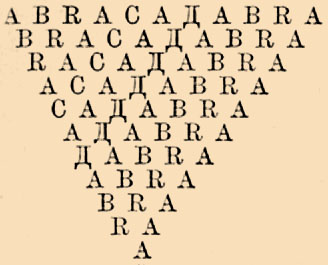
Абракадабра, из Еврейской энциклопедии Брокгауза и Ефрона.

Абракада́бра (лат. abracadabra, гр. abrakos — обозначение божества, др.евр. däbär — слово) — якобы магическое слово, магическая формула, впервые упоминается в конце II века нашей эры в медицинском трактате De Medicina Praecepta Саммоника, врача императора Септимия Севера для лечения сенной лихорадки.
Слово (заклинание против различных болезней) предписывалось использовать следующим образом: оно выписывалось столбиком на дощечке 11 раз, при этом последняя буква каждый раз отсекалась. Получался треугольник. Такое постепенное укорачивание этого слова должно было уничтожать силу злого духа, и больной, надевая амулет, должен был постепенно выздоравливать.
В большинстве современных языков слово приобрело значение полной бессмыслицы, набора случайных и непонятных символов, не имеющих смысла.
В словаре В. Даля слово ещё сохраняет сакральный смысл, в котором ему приписываются магические свойства: заговор, который носят в ладанке; в Словаре иностранных слов 1989 года издания упоминается о том, что слово когда-то имело магические свойства, но его определение дано как «непонятный набор слов, знаков». В Толковом словаре военных слов, под редакцией Б. И. Имшенецкого указано что Абракадабра – волшебное слово, его пишут на дощечке, которые воины Западной Европы носят на груди, отправляясь в бой, как предохранительное средство от болезней и пуль.

## Версии происхождения
ש ב ר י ר י

ב ר י ר י

ר י ר י

י ר י

ר י

י

- В Талмуде Псахим 112а написана подобная магическая формула, якобы уберегающая от демона слепоты в виде убывающего треугольника: «Вторили раввины наши, чтобы не пил еврей воды ни из реки ни из пруда в ночное время. А если выпил, то сам виноват, ибо опасно. В чём же опасность? Опасность — может ослепнуть. А если жаждет, как быть? Если есть спутник, то сказать ему: такой-то! хочу пить! Если никого нет рядом, сказать себе: мать говорила беречься слепоты (шабрири). Шабрири-брири-рири-ири-ри. Желаю воды в стакане глиняном»[8].

יברכך יהוה וישמרך

יאר יהוה פניו אליך ויחנך

ישא יהוה פניו אליך וישם לך שלום

- Текст на еврейском языке благословения священников (см. Аароново благословение) построен в виде треугольника, по формуле: от меньшего к большему и сверху вниз, символизируя собой благословение от Бога в противоположность проклятию, записывавшегося в виде перевёрнутого треугольника (абракадабра). Первый стих состоит из трёх слов и пятнадцати букв, второй — из пяти слов и двадцати букв, третий — из семи слов и двадцати пяти букв (3-5-7, 15-20-25), в которых просматривается последовательность увеличения благословения Божьего имени (יהוה) (см. тетраграмматон) при произнесении священниками каждого последующего стиха. В Талмуде указано произносить это благословение исключительно на еврейском языке, что указывает на то, что на еврейском языке это благословение и было придумано.
- 7 благословений, которыми благословляют новобрачных на еврейской свадьбе, также составлены от краткого к долгому, наподобие Ааронова благословения в виде треугольника, чтобы увеличить благословение новобрачных в день свадьбы и на всю жизнь.
- Средневековая кабалистическая молитва Ана бе-коах, которая составлена из 7 строк, представляет собой акростих из имени Бога.

אבג יתצ

קרע שטנ

נגד יכש

בטר צתג

חקב טנע

יגל פזק

שקו צית

- Одна из версий происхождения слова основана на его созвучии с фразами на иудейском арамейском языке: עַבְדָא כְּדַברָא, avda kedavra, «что было сказано, должно быть сделано», и עברא כדברא, avra kedavra с приблизительным переводом «что сказано, должно свершиться». В арамейском b и v могли взаимозаменяться, отсюда вариант «abra kedabra» и далее «abracadabra»[9].
- По версии английского исследователя Ветхого Завета Джона Аллегро слово происходит от месопотамского выражения «АБ-БА-ТАБ-БА-РИ», которое произносилось во время религиозных обрядов у древних шумеров. Также Джон Аллегро считает, что это сочетание созвучно арамейскому произношению имени Бога, которое встречается в Новом Завете в молитве «Отче наш».
- Г. Хиггинс считает, что слово Абракадабра происходит из кельтского языка и образовано из слов «Абра» или «Абар» — «бог» и «кад» — «святой».
- По мнению Елены Блаватской, слово «Абракадабра» является поздним искажением священного гностического термина «Абраксас», как василидиане именовали высшее божество.[10]
- Хуан Керлот указывает, что «Абракадабра» происходит от еврейской фразы «abreg ad habra» — «мечи свою молнию даже в смерть»[11].
- У Сэмпсона Макки в книге «Мифологическая астрономия древних» приводится версия, согласно которой «Абракадабра» — одно из имён божества в Древнем Египте. Разложив формулу «Абракадабра» на составляющие, С. Макки получает предложение: «Ab’r — achad — ab’ra». «Ab’r» — «Бык»; «achad» — «единственный». Кроме того, «Achad» — одно из имён Солнца[12]. Таким образом формула «Abracadabra» символизирует знак Тельца, а, поскольку она состоит из одиннадцати букв, то ещё и заключает в себе оставшиеся 11 знаков Зодиака.
- Некоторые эзотерики полагают, что «Абракадабра» представляет модификацию халдейского заклинания «аб бада ке даабра» — «сгинь, как слово»[источник не указан 1060 дней].
- Э. Леви в Абракадабре усматривал ключ к пентаграмме и предлагал следующее истолкование магического треугольника:

А отдельное представляет единство первого принципа, то есть интеллектуального, или активного, агента. А в соединении с Б — оплодотворение бинера единицей. Р — есть знак Тернера, так как оно представляет иероглифически истечение, происходящее от соединения двух начал.
- Число букв слова Абракадабра «11» — присоединяет к десятке Пифагора единицу посвящённого. Сумма всех сложенных букв образует «66» — каббалистическое число, «12» — квадрат Тёрнера и квадратура круга.[13].

## Упоминания в литературе и искусстве
- В песне Abracadabra группы Steve Miller Band.
- В главной музыкальной теме телесериала «Мастер и Маргарита» (песне хора) в числе других латинских слов и оборотов, связанных с заклятиями и библейским сюжетом, используется слово Abracadabra.
- Во вселенной «Покемона» присутствуют покемоны Абра и Кадабра, обладающие экстрасенсорными способностями.
- В детективном романе Е. И. Парнова «Александрийская гемма».
- В романе «Комьюнити» Алексея Иванова.
- В книге Амброза Бирса «Словарь Сатаны» слову «Абракадабра» посвящено стихотворение вымышленного поэта Джамраха Голобома.
- В романе Стивена Кинга «Нужные вещи».
- В песне Abrakadabra группы Saltatio Mortis.
- В фильме-сказке Александра Роу «Марья-искусница», Абракадабра — волшебное слово, открывающее врата в подводное царство.
- В фильме «Престиж» его произносит главный герой, перед своей казнью.
- Один из альбомов симфонической блэк-метал группы Dimmu Borgir носит название «Abrahadabra».
- На обложке альбома «Говорит и показывает» российской рок-группы «Пикник» слово «ABRACADABRA» написано 11 раз в виде треугольника.
- С сентября 2012 года на Первом канале выходит телепередача «Абракадабра», включающая в себя отрывки из различных программ, выходящих на канале.
- В 2015 году группа «Лестница Эшера» выпустила альбом под названием «Абракадабра».
- У певца Валерия Леонтьева есть песня «Абракадабра».
- В советском мультфильме «Приключения Мюнхаузена», барон и джинн Рахат ибн Лукум используют словосочетание «Абра-швабра-кадабра» как волшебное слово.
- В песне Abracadabra группы Brown Eyed Girls.
- Слова Смертельного проклятия (Killing Curse) — одного из главных заклинаний во вселенной «Гарри Поттера» ― Авада Кедавра (Avada Kedavra). Заклинание предназначено для причинения мгновенной безболезненной смерти без физиологических повреждений. По одной из версий считается соединением «абракадабра» и латинского cadaver ― «труп». Также есть версия, что это заклинание произошло из арамейского языка.
- В книге «Дневник чумного года»  (автор — Даниель Дефо) как оберег от чумы.
- В песне Abracadabra группы Lord of the Lost.
- В песне Abracadabra исполнительницы Lady Gaga.